# Ahmed Jabari
Ahmed Said al-Jabari (em árabe: أحمد الجعبري; também  transliterado como Jabaari, Ja'bari ou Ja'abari; Cidade de Gaza, 1960 - 14 de novembro de 2012;) foi um ativista político palestino, segundo homem na cadeia de comando das Brigadas Izz al-Din al-Qassam, braço militar do Hamas. Credita-se a ele a liderança da tomada do controle da Faixa de Gaza pelo Hamas, após os enfrentamentos com o Fatah, na chamada Batalha de Gaza, entre 7 e 15 de junho de 2007. Jabari é acusado por Israel de ter organizado a captura do soldado israelense Gilad Shalit. Também participou das negociações que puseram fim ao sequestro do rapaz.
Quando estudava História na Universidade Islâmica de Gaza, Jabari juntou-se ao Fatah, que então defendia a luta armada contra Israel. Em 1982, foi preso pelas autoridades israelenses e ficou na prisão por 13 anos. Após sua libertação, juntou-se ao Hamas, rival do Fatah. Foi acusado de envolvimento no ataque a um ônibus, e novamente  preso, desta vez pela Força de Segurança Preventiva da Autoridade Palestina, em 1998. Foi libertado no ano seguinte. Em  2002, Jabari tornou-se o responsável pelas operações do braço militante do Hamas, após o afastamento de Mohammad Deif, seriamente ferido num outro atentado israelense.
Jabari e seu filho foram vítimas de um assassinato seletivo, quando o carro em que viajavam foi atingido por um míssil israelense, no dia 14 de novembro de 2012, primeiro dia dos ataques israelenses à faixa de Gaza, no âmbito da operação denominada  Coluna de Nuvem realizada  pelo Tzahal juntamente com o Shin Bet
Jabari foi o  membro de mais alto nível na hierarquia do Hamas a ter sido morto em Gaza, desde o bombardeio de 2008-2009. Além de matar o chefe do braço militar do Hamas, os ataques aéreos de Israel contra a Faixa de Gaza de 14 de novembro deixaram pelo menos 40 feridos e mataram pelo menos cinco outras pessoas, incluindo uma menina de 7 anos e um bebê de 11 meses, filho de um dos editores da BBC em Gaza. A criança morreu após ter grande parte do corpo queimada.